# 梅原伸宏
梅原 伸宏（うめはら のぶひろ）は奈良県出身の作家、セミナー講師、BBAインストラクター、実業家。　　

## 概要
1964年、奈良県生まれ。同志社大学を卒業後、一度銀行に就職するが辞職し、ミカサスポーツ代表取締役に就任。
2003年から野球のグラブのオリジナルブランド「BBA」を創設。
2015年には、東日本大震災の復興支援の一環として、奈良の大仏の手にはめられる、約3.6メートルの「大仏グラブ」を作成、奉納した。大仏グラブは翌年に通常の大きさのグラブ52個に作り直され、東日本大震災および熊本地震の被災地に寄贈されている。
2019年には正しい投球フォームをアシストするグラブ「ダブルベルトグラブ」として開発し、特許も取得した。2つの布製接着テープでグラブの中の手を固定する特徴がある。

## 書籍
- 「グラブ・バイブル」 （ベースボールマガジン）
- 「グラブ・ノート」（日刊スポーツ）
- 「グーランの冒険」（遊絲社）